# Oryza neocaledonica
Oryza neocaledonica är en gräsart som beskrevs av Philippe Morat. Oryza neocaledonica ingår i släktet rissläktet, och familjen gräs. Inga underarter finns listade i Catalogue of Life.